# L'universo non esiste
L'universo non esiste è il settimo album in studio del rapper italiano Mistaman, pubblicato il 12 aprile 2019 dalla Unlimited Struggle.

## Tracce
1. Io non so chi cazzo sei – 1:46
2. Mai (feat. Frank Siciliano, Johnny Marsiglia) – 3:06
3. La City corre (feat. Jack the Smoker) – 3:15
4. Dio denaro – 2:02
5. Mumble, No. 5 – 1:46
6. Autotune – 2:18
7. Algorhythm and Blues – 3:18